# ランコ・ヴェセリノヴィッチ
ランコ・ヴェセリノヴィッチ（Ranko Veselinović、1999年3月24日 - ）は、セルビア出身のサッカー選手。バンクーバー・ホワイトキャップス所属。ポジションはDF。

## クラブ経歴
地元クラブであるFKヴォイヴォディナ・ノヴィ・サドのアカデミー出身。ユース時代は各年代でキャプテンを務めていた。2016年夏、クラブと3年間のスカラシップを結んだ。17歳だった2016–17シーズンよりトップチームに昇格したが、公式戦での出場機会は訪れなかった。翌シーズンはユースチームに戻りプレーを続けた。2017年9月16日のFKナプレダク・クルシェヴァツ戦でトップチームデビュー。2017年10月27日、クラブと初めてのプロ契約を締結した。期間は2021年6月まで。
2020年2月9日、メジャーリーグサッカーのバンクーバー・ホワイトキャップスに買取オプション付きのシーズンレンタルで加入することが発表された。

## 代表歴
2014年から2015年の間にU-16セルビア代表チームの一員として出場し、2014年8月23日にアウェイのU-16ロシア代表戦で3-1の勝利を収めた。その後、2017年までセルビアのU-17とU-18の各チームでもプレーした。2017年8月、U-19セルビア代表のメンバーに招集され、"Stevan Vilotić - Ćele"記念トーナメントでデビューした。2017年12月、負傷したスルジャン・バビッチの代わりにゴラン・ジョロヴィッチ監督からU-21セルビア代表で初の招集を受けた。2017年12月17日、アウェイでのU-21カタール代表との親善試合でデビュー。